# گرند هتل ایروان
گرند هتل ایروان (ارمنی: Գրանդ Հոթել Երևան به اختصار GHY) یک هتل پنج ستاره در جمهوری ارمنستان است که در ناحیه کنترون، ایروان واقع شده‌است. این هتل در سال ۱۹۲۶ با ۴ طبقه و ۱۰۴ اتاق در شماره ۱۴، خیابان آبوویان تأسیس شده‌است.

## نگارخانه

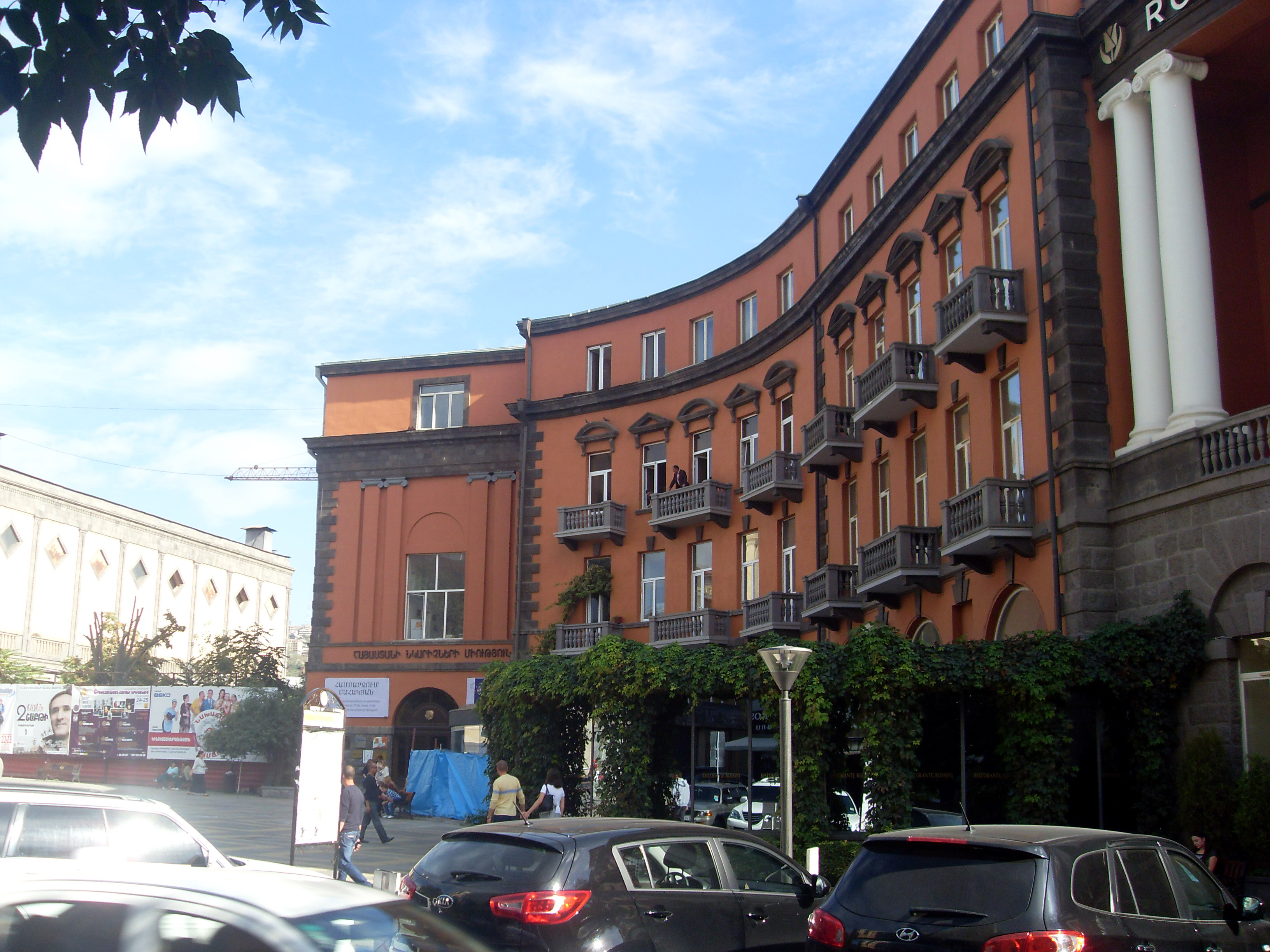
نمای هتل مشرف به میدان آزناوور
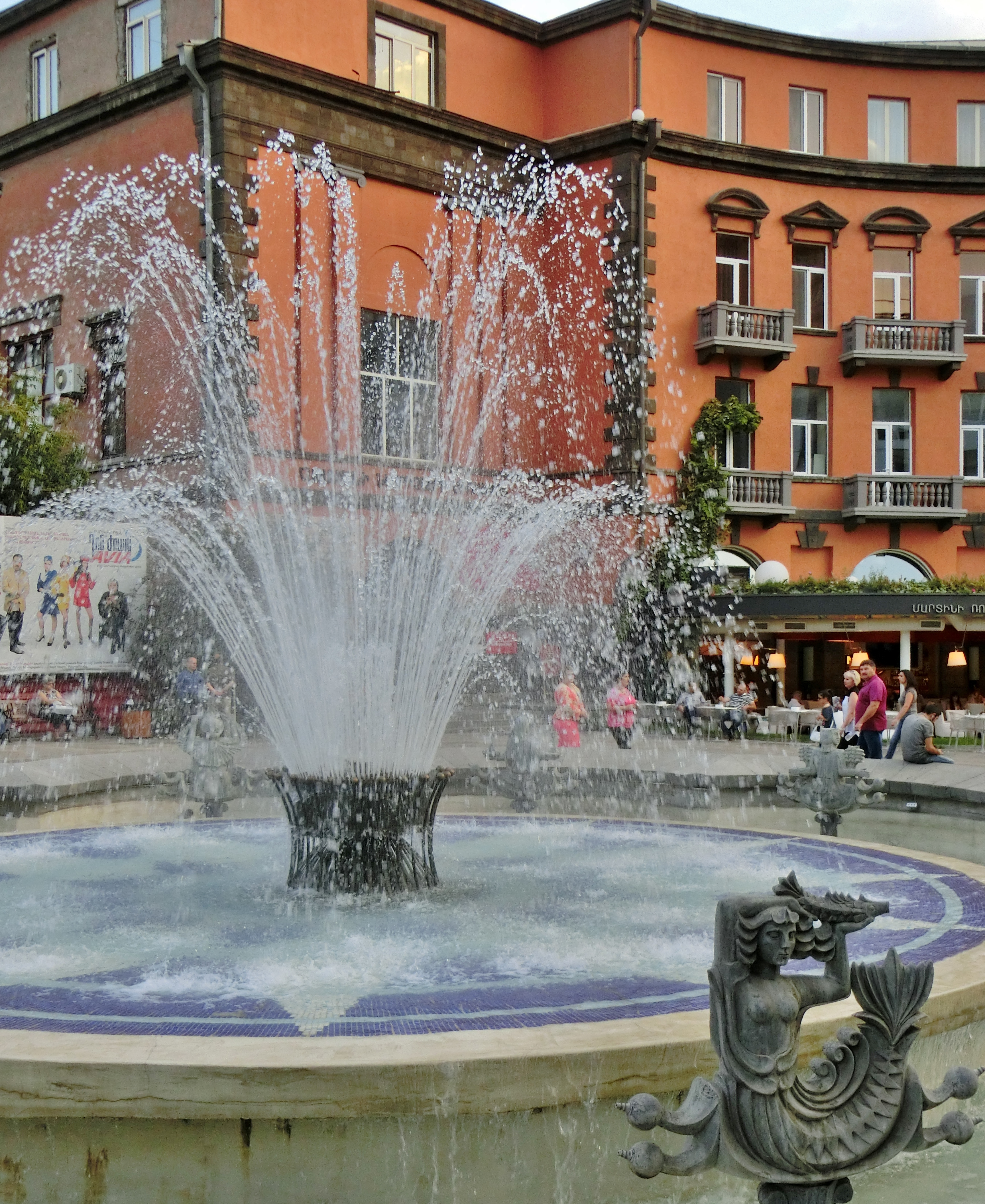
غواره در میدان آزناوور
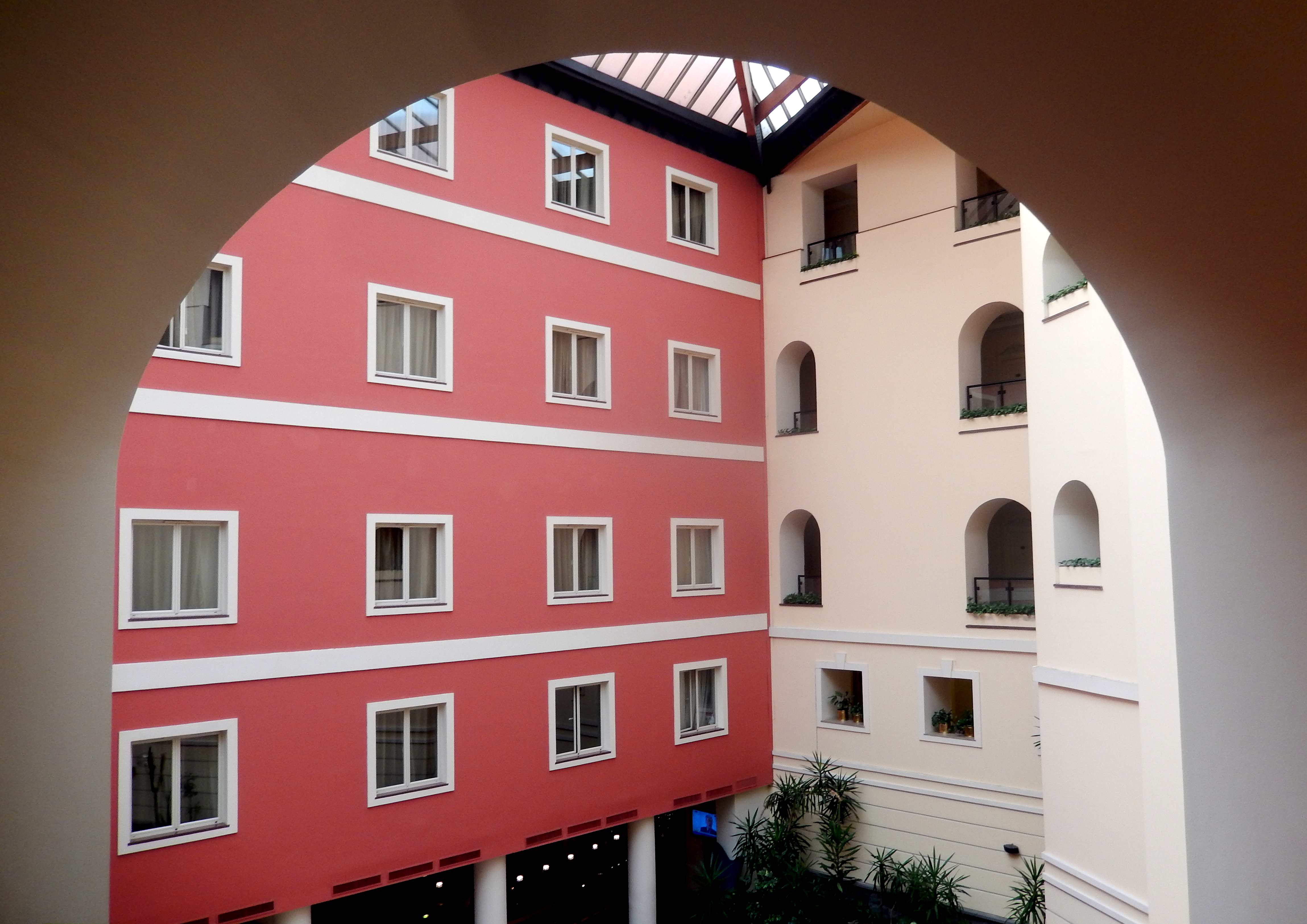
نمای ورودی
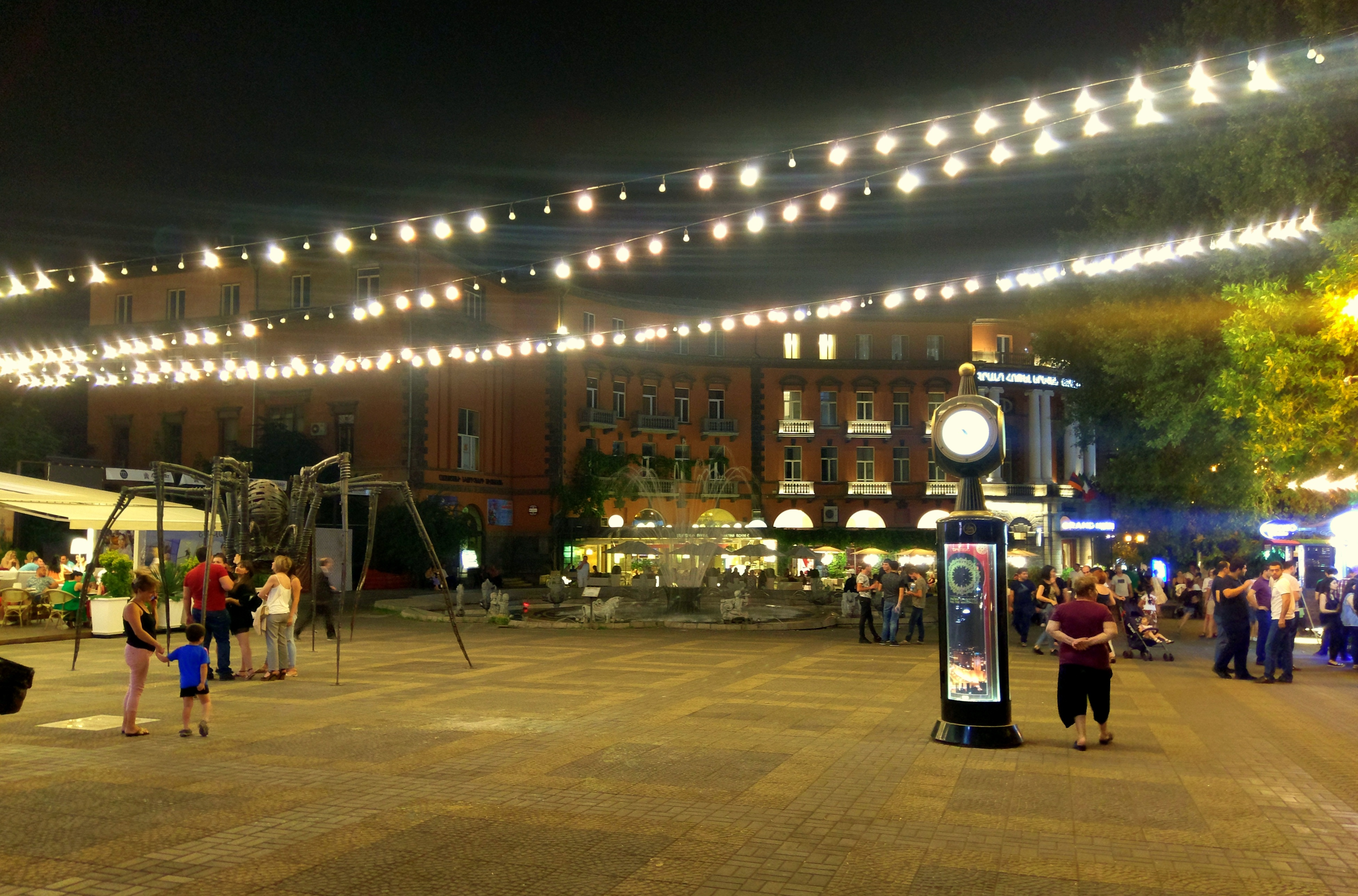
هتل در شب